# Jean Laudet
Pour les articles homonymes, voir Laudet.
Jean Laudet, né le 5 août 1930 à Nevers, est un céiste français, champion olympique de canoë biplace en course en ligne en 1952 à Helsinki en équipage avec Georges Turlier. 

## Palmarès

### Jeux olympiques
- Jeux olympiques de 1952 à Helsinki (Finlande) :
  -  Médaille d'or en Course en ligne C2 10 000m.

## Reconversion
Après son titre olympique, il se consacre au métier d'antiquaire à Pougues-les-Eaux où il prend sa retraite et ferme son entreprise le 31 décembre 1990.

## Notoriété et distinctions
La performance d'Helsinki est saluée par le tirage d'un timbre (valeur faciale 40 francs).
Jean Laudet est titulaire de la médaille d’or de la jeunesse et des sports
Avec Georges Turlier, il est promu Gloire du sport 2020.

## Décorations
- Chevalier de la Légion d'honneur (2022)[1]